# Skracanie samogłoski przed samogłoską
Skracanie samogłoski przed samogłoską (łac. vocalis ante vocalem corripitur) – prawo fonetyki łacińskiej, na którego mocy samogłoska długa ulega automatycznemu skróceniu, jeśli znajdzie się w pozycji przed inną samogłoską.
Na przykład w wyrazie flere (płakać) środkowe 'e' jest długie z natury, ale już w formie 1.os. lp. fleo (płaczę) jest krótkie, gdyż następuje po nim samogłoska 'o'.
Wyjątkami od podanej zasady są:
- genetiwy singularis zaimków: ille, iste, ipse; w formach tych brzmiących illius, istius, ipsius ostatnie 'i' jest regularnie długie, mimo iż stoi po nim 'u';

- genetiwy singularis przymiotników zaimkowych: unus, alter, alius, ullus, nullus, uter, neuter, uterque, totus, solus; w formach tych brzmiących kolejno unius, alterius, alterius (nie: alius!), ullius, nullius, utrius, neutrius, utriusque, totius, solius, ostatnie 'i' jest, jak powyżej, długie, mimo iż stoi po nim 'u';

- wyrazy obcego pochodzenia, np. greckie Lyceum, gdzie 'e' jest długie.

W pierwszych dwóch wypadkach samogłoska 'i' może jednak ulegać czasami skróceniu na podstawie opisywanego prawa. Dzieje się tak w poezji ze względów metrycznych.